# Římskokatolická farnost Staré Město pod Sněžníkem
Římskokatolická farnost Staré Město pod Sněžníkem je územní společenství římských katolíků v děkanátu Šumperk s farním kostelem sv. Anny.

## Území farnosti
Farnost vznikla spojením dříve samostatných farností Staré Město a Nová Seninka. Dnes do farnosti náleží území těchto obcí:
- Staré Město
  - farní kostel sv. Anny
  - Kaple Obětování Panny Marie
- Chrastice (místní část Starého Města)
  - kaple Nejsvětější Trojice
- Kunčice (místní část Starého Města)
  - Kaple Bolestné Panny Marie
- Nová Seninka (místní část Starého Města)
  - filiální kostel svatého Jana Křtitele (bývalý farní kostel farnosti Nová Seninka)
- Stříbrnice (místní část Starého Města)
  - kostel svaté Anežky České
  - Křížová cesta (Stříbrnice)